# 陈怀瑾
陈怀瑾（1929年12月16日—2017年8月6日），男，上海人，中国火箭技术专家，曾任航天工业部总工程师、仿真工程总设计师，中国宇航学会理事、名誉理事。